# Radio 1 (Norwegen)
Radio 1 ist ein norwegischer Hörfunksender.
Radio 1 besitzt in Oslo, Bergen, Trondheim und Stavanger Studios, wobei in Bergen, Trondheim und Stavanger nur Montag bis Freitag ab 6:00 Uhr bis 10:00 Uhr die Frokostshowet kommt. Das restliche Programm wird in Oslo gesendet. Jede Stunde, am Wochenende alle sechs Stunden, kommen sehr kurze Nachrichten, ein Überblick mit Wetter und Verkehr. Die Nachrichten werden für jede Stadt einzeln gesendet. Der Slogan des Senders lautet: «Din hitstasjon nummer 1 – dagens største hits og det beste fra de siste ti år» (dt.: «Dein Hitsender Nummer 1 – Die besten Hits von heute und das Beste der letzten zehn Jahre»).